# Bulbophyllum carnosilabium
Bulbophyllum carnosilabium är en orkidéart som beskrevs av Victor Samuel Summerhayes. Bulbophyllum carnosilabium ingår i släktet Bulbophyllum och familjen orkidéer. Inga underarter finns listade i Catalogue of Life.